# Вилькман, Карл Карлович
Карл Ка́рлович Ви́лькман (швед. Karl Fredrik Wilkman позднее — Ви́лкама фин. Wilkama; 27 марта 1876, Гельсингфорс — 15 июля 1947, Хельсинки) — русский и финский военный деятель, полковник Российской императорской армии (1914); генерал от инфантерии Финляндской армии (1928). Герой Первой мировой войны. Главнокомандующий Финской армии (1918, 1919—1924 и 1925—1926)

## Биография
В службу вступил в 1897 году после окончания Финляндского кадетского корпуса. В 1899 году  произведён  в корнеты гвардии и выпущен в Драгунский лейб-гвардии полк.
В 1903 году произведён в поручики гвардии,  в 1907 году после окончания Николаевской военной академии по I разряду произведён в штабс-ротмистры и ротмистры гвардии — командир эскадрона Драгунского лейб-гвардии полка. С 1909 года командир эскадрона Новороссийского 3-го драгунского полка. В 1911 году произведён в подполковники.

С 1914 года участник Первой мировой войны, полковник — старший офицер Новороссийского 3-го драгунского полка. С 1917 года командир Смоленского 3-го уланского полка. Высочайшим приказом от 13 октября 1916 года за храбрость награждён Георгиевским оружием: 
За то, что 12-го сентября 1915 года в районе д. Судче с двумя с половинами спешенными эскадронами и двумя орудиями энергично атаковал укреплённую позицию противника, имевшую важное значение и в течение двух суток удерживал эту позицию за собой
После октября 1917 года участник Гражданской войны в Финляндии, генерал-майор — руководитель действиями Восточной армии, занявшей Выборг. С 29 мая по 13 сентября 1918 год, с 12 сентября 1919 по 7 августа 1924 годы и с 2 октября 1925 по 22 мая 1926 годы был  главнокомандующим Финской армии. В 1922 году произведён в генерал-лейтенанты, в 1928 году в генералы от инфантерии. Во время Советско-финской войны 1939-1840 гг и Советско-финской войны 1941-1944 гг состоял при Финской главной квартире.

## Награды
- Орден Святого Станислава 3-й степени (ВП 1904)
- Орден Святой Анны 3-й степени (ВП 1907)
- Орден Святой Анны 2-й степени с мечами (ВП 7.09.1914)
- Орден Святого Станислава 2-й степени с мечами (Мечи — ВП 14.04.1916[2])
- Орден Святого Владимира 4-й степени с мечами и бантом (ВП 04.06.1915)
- Орден Святого Владимира 3-й степени с мечами (ВП 20.04.1916)
- Георгиевское оружие (ВП 13.10.1916)
- Большой крест ордена Белой розы Финляндии (1920)